# Пройдаков, Эдуард Михайлович
Эдуард Михайлович Пройдаков (родился 2 декабря 1948 года) — специалист по ИБ Федерального ресурсного центра; член Союза журналистов России и Союза журналистов Москвы (с 2004 года), создатель и директор «Российского виртуального компьютерного музея», переводчик ряда книг по программированию, соавтор «Англо-русского толкового словаря по вычислительной технике, Интернету и программированию» (51000 словарных статей, издавался в 1998, 2000, 2002, 2004, 2015 и украинские издания в 2004 и 2006 годах), соавтор «Англо-русского словаря по робототехнике и искусственному интеллекту» (издательство ДиректМедиа, 2019 г., 2600 словарных статей); соавтор «Англо-русского словаря по искусственному интеллекту и робототехнике» (издательство  Эксмо, 2022 г., 4400 словарных статей). Был представителем России в ISO (JTC 1, комитет по ИТ-терминологии), автор многочисленных статей по программному обеспечению, истории вычислительной техники, робототехнике и искусственному интеллекту.
В 1980-е годы работал внештатным переводчиком в Английской редакции Всесоюзного центра переводов (ВЦП), по совместительству преподавал программирование в Московском математическом техникуме (ММТ), в МИРЭА (ассистент, руководитель специализации), ЦОЛИУВ (доцент), МГТУ им. Н.Э. Баумана (ст. преподаватель). Сотрудничал в качестве эксперта в комиссиях СЭВ, ГД РФ, ИНСОР и др. организациях; с 2012 г. эксперт Экспертного совета Правительства РФ.

## Биография
В 1972 году окончил Московский институт инженеров землеустройства, Московский институт электронного машиностроения (инженер-математик, системный программист).
В 1975—1977 годы инженер-математик в Главном вычислительном центре Гражданской авиации СССР (ГВЦ ГА).
В 1977—1979 годы старший инженер, старший научный сотрудник в Центральном НИИ комплексной автоматизации (ЦНИИКА).
В 1980—1984 годы заведовал сектором автоматизации научных исследований в Институте проблем управления (ИПУ АН).
В 1984—1986 годы заведовал лабораторией трансляторов в Институте электронных управляющих машин (ИНЭУМ).
С 1986 года по 1989 год заведующий лабораторией информационных систем Всесоюзного НИИ медицинской техники (ВНИИМТ).
С 1991 года работал научным редактором в редакции еженедельника «Computer-World Москва».
С 1992 года — главный редактор журнала «Мир ПК», с 1995 года по 2005 года работал главным редактором журнала «PC Week/Russian Edition», в дальнейшем по 2009 год был редакционным директором изданий группы ИТ издательского дома «СК Пресс»
С января 2013 год по ноябрь 2015 года по совместительству ст. преподаватель РЭУ им. Г.В. Плеханова.
С 2011 года по 2018 годы главный аналитик автономной некоммерческой организации «Центр содействия модернизации и технологическому развитию экономики „Модернизация“».
Составитель и научный редактор серии книг «Страницы истории отечественных ИТ» – совместного некоммерческого проекта группы компаний Аплана (ранее АйТи) и Виртуального компьютерного музея, реализованного при участии издательства «Альпина Паблишер» (тома 1—5 выходили с 2014 по 2018 годы).
Проживает в городе Москва, женат. Знает польский и английский языки.